# النهر الأبيض (أركنساس - ميسوري)
النهر الأبيض هو نهر بطول 722 ميلاً (1162 كم) يتدفق عبر ولايتي أركنساس وميسوري الأمريكيتين. ينبع من جبال بوسطن في شمال غرب أركنساس، وينحرف شمالًا عبر جنوب ميسوري قبل أن يعود إلى أركنساس، ويتدفق جنوبًا إلى مصبه في نهر المسيسيبي.